# Honolulu Museum of Art
Het Honolulu Museum of Art (tot 2012 bekend als Honolulu Academy of Arts) is een museum met een van de grootste collecties Oost-Aziatische kunst van de Verenigde Staten. Het museum ligt in het centrum van Honolulu, nabij de zuidkust, in de staat Hawaï. Na de oprichting in 1922 door Anna Rice Cooke, die haar liefde voor kunst met de inwoners van Honolulu wilde delen, opende het museum zijn deuren voor publiek op 8 april 1927. Sindsdien is de collectie uitgegroeid tot een verzameling van ruim 50.000 kunstwerken.
Het museum bevat een gevarieerde collectie oosterse kunstobjecten uit de Japanse en Chinese oudheid. Daarnaast wordt ook veel kunst tentoongesteld uit de westerse wereld: schilderijen van de Italiaanse Renaissance, geschilderde werken en decoratieve kunst uit Amerika en schilderijen uit recentere Europese stromingen, zoals impressionisme en contemporaine kunst. Ook kunst uit traditionele Afrikaanse culturen en kunst uit Hawaï en andere delen van Oceanië zijn in het museum te vinden.
De educatieve programma's van het museum omvatten rondleidingen, workshops, galerieklassen en kunstactiviteiten voor kinderen. Veel van de collectie is ondergebracht op chronologie, zodat men een beeld krijgt van de kunsthistorische ontwikkeling binnen een bepaalde cultuur.